# Linda Kasabian
Linda Darlene Kasabian (Biddeford, 21 de junho de 1949 – Tacoma, 21 de janeiro de 2023) foi uma integrante da Família Manson, grupo de criminosos formado por Charles Manson na Califórnia dos anos 1960, responsável pelos assassinatos do Caso Tate-LaBianca, que tirou a vida da atriz Sharon Tate e mais seis pessoas, entre outros crimes. Kasabian foi participante nos assassinatos como cúmplice e testemunha ocular, foi usada como principal peça de acusação no julgamento dos assassinos, em troca de imunidade.

## Infância e adolescência
Linda cresceu numa família comum de classe média, estabelecida em Nova Hampshire, sendo considerada inteligente, boa aluna e a melhor atleta de sua escola, até que seus pais se separaram e sua mãe casou-se novamente. Linda não se dava bem com o padrasto e passou a ter pouca atenção da mãe: "Eu não tinha tempo para ouvir seus problemas. Muito do que aconteceu a Linda foi minha culpa" diria anos depois, Joyce Drouin, sua mãe.
Aos dezesseis anos, deixou o curso secundário e fugiu de casa, em direção ao oeste, ‘à procura de Deus’, passando a adotar um estilo hippie de vida, vivendo de comunidade em comunidade pelo interior dos Estados Unidos e envolvendo-se com diversos tipos de drogas. Casou-se e separou-se duas vezes e, em 1968, teve uma filha, Tanya. Com o fim do segundo casamento, voltou a viver com a mãe em Nova Hampshire, até que seu segundo marido, Robert Kasabian, entrou em contacto com ela, dizendo sentir muito a falta das duas, Linda e o bebê, e ela voltou a viver com ele numa comunidade hippie de Topanga Canyon, na área de Los Angeles.

## A 'Família'
No verão de 1969, Linda, insatisfeita com o casamento, sentindo-se rejeitada por Kasabian, encontrou uma hippie chamada Catherine Share, que lhe falou sobre um lugar onde um grupo de jovens e adoráveis hippies estavam estabelecendo uma espécie de paraíso na Terra, para escapar das convulsões sociais que estavam acontecendo e tendiam a aumentar no país. Em julho, Linda chegava com sua filha ao Spahn Ranch, nos subúrbios de Los Angeles, onde conheceu e se encantou pelo líder da comunidade, Charles Manson.
Durante sua primeira noite com a ‘família’, Linda dormiu com Charles "Tex" Watson, no que foi descrita depois por ela como uma noite intensa, e foi convencida por ele a roubar um ex-amigo endinheirado de seu marido. Realizando o roubo junto com Tex, ela ‘provou’ sua lealdade à ‘família’ que a havia acolhido. Na noite seguinte, apresentada a Manson, que a manipulava constantemente, dizendo que podia ver o bem através dela, fez sexo com ele numa das cavernas de Spahn Ranch e declarou-se convertida ao modo de vida da comunidade, dominada por alguém a quem achava se parecer a 'Jesus Cristo', pelas suas roupas e suas pregações, embora ela sempre tenha achado estranho essa adoração a Manson.
Linda começou a acompanhar os membros da comunidade nos pequenos roubos que faziam em casas de Los Angeles na ausência de seus proprietários ou quando eles se encontravam dormindo, chamados de "creepy crawls", que era o seu modo de sustento. Quando uma das integrantes da família, Mary Brunner, foi presa por roubo de cartão de crédito, Linda passou a se tornar extremamente importante para o grupo, por ser a única a ter uma licença de motorista válida, tornando-se a motorista oficial das incursões noturnas criminosas por Los Angeles. Este fato, e o modo como se integrou a família em tão pouco tempo, fazendo tudo que lhe fosse pedido, é a explicação mais aceita para o fato de que ela, uma recém-chegada na comunidade, fosse escalada para participar de uma importante missão, que a tornaria mundialmente famosa, da pior maneira possível, junto com outros integrantes da Família Manson.

## Os crimes
Na madrugada de 9 de agosto de 1969, Linda acompanhou outros três integrantes da comunidade, Tex Watson, Susan Atkins e Patricia Krenwinkel, a uma casa em Cielo Drive 10050, Bel Air, área de moradias sofisticadas de Los Angeles, acreditando-se tratar de mais um roubo. Esperou no carro enquanto os outros três invadiam a casa, pertencente ao cineasta Roman Polanski e a atriz Sharon Tate, e cometeram um dos mais bárbaros crimes da história criminal dos Estados Unidos, assassinando com requintes de crueldade Tate, seus convidados Abigail Folger, Jay Sebring, Wojciech Frykowski, e Steven Parent, um adolescente amigo do caseiro da mansão e de quem ouviu à execução com cinco tiros no portão por Watson.
Em seu depoimento ao júri, Kasabian contou que, num dado momento, ouviu gritos horríveis vindo de dentro da mansão e deixou o carro, entrando na casa, dando de encontro com Frykowski que, ensangüentado, tentava fugir pelo jardim, seguido de Watson. Em estado de horror, implorou a Tex que parasse com aquilo, dizendo que tinha ouvido pessoas vindo, mas ouviu ‘ser tarde demais’, enquanto ele acabava de matar Frykowski a facadas e um tiro na cabeça e Krenwinkel esfaqueava Folger próximo dali. – Tate foi assassinada dentro da casa por Susan Atkins, depois de Jay Sebring ser morto a tiros por Watson.  Linda correu de volta para o carro em estado de choque e lá ficou esperando os companheiros voltarem, retornando todos ao Spahn Ranch para prestar contas a Charles Manson.
Na noite seguinte, mesmo chorando compulsivamente e irritando Manson, Linda foi novamente a motorista, do bando, onde acompanhou o mesmo grupo, agora também incluindo Steve Grogan, Leslie Van Houten e o próprio Manson no comando, até uma casa no bairro de Los Feliz, moradia do casal Rosemary e Leno LaBianca. Manson liderou o grupo, a pretexto de ensinar-lhes como aquilo devia ser feito, por achar que os crimes da noite anterior tinham sido cometidos de maneira muito superficial e pouco cruel, mesmo que tenha havido cinco pessoas assassinadas a tiros e facadas, duas enforcadas, uma delas grávida de oito meses.
Do carro, Kasabian viu Manson e Tex Watson entrarem na casa e o líder sair pouco tempo depois, dizendo que os ocupantes já estavam amarrados e amordaçados. Manson deu ordens a Patrícia Krenwinkel e Van Houlen para que se juntassem a Watson no interior da residência, e enquanto os três assassinavam Leno e Rosemary LaBianca, o restante do grupo partiu no carro dirigido por ela para outra área de Los Angeles.
Mais tarde, durante a madrugada, na área de Venice Beach, Manson ordenou ao grupo que assassinasse um ator libanês de nome Saladin Nader, que Kasabian havia conhecido alguns dias antes com Sandra Good, outra integrante do grupo. Como Kasabian já havia estado no apartamento, foi escalada para levar o grupo até a porta. Seguida por Susan Atkins e Steve Grogan portando facas e armas de fogo, propositalmente ela bateu numa porta errada do edifício de apartamentos. Quando os ocupantes responderam, ela se desculpou pelo engano, disse que não se lembrava mais qual era o número do apartamento a Atkins e Gregor, e voltaram todos ao carro, salvando a vida de Saladin Nader.
Dois dias depois dos assassinatos Tate-LaBianca, Linda Kasabian fugiu de Spahn Ranch e voltou para a casa da mãe em Nova Hampshire. Ela havia engravidado novamente durante sua permanência com a Família Manson, mas não sabia quem era o pai do bebê, visto que, sob efeito de substâncias psicoativas e álcool, participava das frequentes orgias que aconteciam no rancho. Ao fugir, Linda deixou sua filha Tanya aos cuidados de uma das meninas da família Manson, que era sua amiga e a ajudou escapar, pois se tentasse fugir com sua filha, descobririam sua fuga e a matariam, visto que as crianças ficavam todas juntas, aos cuidados de pessoas de confiança de Manson. Após o grupo incendiar uma propriedade, a polícia os levou presos, e as crianças foram encaminhadas para o orfanato de Los Angeles. Após serem absolvidos, a Família Manson reuniu-se novamente no rancho. Linda contratou advogados e recuperou sua filha. Logo depois deu à luz a um menino, batizado de Angel.

## Julgamento
Em dezembro de 1969, após Susan Atkins, presa em custódia por investigação em roubos de automóveis, contar a companheiras de cela sua participação no assassinato de Sharon Tate, ela, Charles Manson, Patrícia Krenwinkel, Tex Watson, Leslie Van Houten e Linda Kasabian foram todos indiciados pelos crimes. Dado a falta de provas além da confissão de Atkins, que acabou negando o que tinha dito, foi oferecida a Kasabian, que apesar de não ter avisado às autoridades do ocorrido após os crimes e ter sido cúmplice deles, não entrou em nenhuma das casas nem feriu ninguém, a chance de se tornar prova do estado, atuando como testemunha ocular a favor da acusação, em troca de imunidade total. Kasabian aceitou e seus depoimentos em cores fortes de tudo que viu naquelas noites, sua emoção e repulsa ao ver as fotos dos corpos dentro da casa de Tate e dos LaBianca, foram o fator mais importante, segundo o próprio promotor Vincent  Bugliosi, para a condenação dos réus.
Apesar das ameaças constantes que sofreu, durante os dezoito dias em que prestou testemunho, de Manson no tribunal, passando o dedo na própria garganta olhando para ela, e de outros integrantes da comunidade de Manson à solta, Kasabian, a única entre os participantes dos assassinatos a se comover com os relatos e a sentir remorso e simpatia pelas vítimas, manteve seus relatos, chegando a se confrontar com Susan Atkins no tribunal, quando esta gritou que ela os estava matando, respondendo: Vocês mataram a vocês próprios.

## Vida pós-Manson
Em março de 1971, todos os assassinos do Caso Tate-LaBianca foram condenados à morte, depois comutada em prisão perpétua. Linda Kasabian, então um dos rostos mais conhecidos dos Estados Unidos, pela intensa cobertura que a mídia americana e mundial fez do julgamento e de todo o caso, tentou desaparecer no anonimato para recomeçar uma vida normal.
Inicialmente voltou para Nova Hampshire com seus filhos Tanya e Angel. Ela reatou seu casamento com Robert. O casal foi viver numa comunidade hippie no interior do estado. Linda acabou conseguindo um emprego de cozinheira pouco depois. Sabe-se que atualmente Linda já é avó e tem uma família unida, mas ninguém sabe onde está residindo e nem sua aparência atual.  Apesar de ser obrigada a voltar a Los Angeles outras vezes por conta dos crimes da Família Manson, como o julgamento de Tex Watson no final de outubro de 1971 e os dois novos julgamentos de Leslie Van Houten em 1977, Kasabian conseguiu fugir das atenções da opinião pública.
Durante os anos 1970, apesar de ser cortado todo tipo de conexão com os remanescentes da família em liberdade, sofreu o constrangimento de ter sua vida monitorizada pelo Serviço Secreto, após uma de suas ex-companheiras de seita, Lynette 'Squeaky' Fromme, tentar assassinar o presidente Gerald Ford em 1976. Assim, além de precisar ser recolocada pelo governo em cidade desconhecida do estado de Washington – onde teve problemas com a lei por posse de entorpecentes – por causa de ameaças de vingança de alguns remanescentes da ‘família’ em liberdade, ainda potencialmente perigosos.
Nas últimas décadas, não se teve mais notícias de Linda Kasabian, até ela reaparecer em 2009 dando uma entrevista, ao lado do promotor do caso, Vincent Bugliosi, no programa Larry King Live, na CNN, um especial que marcava os 40 anos dos assassinatos, com sua imagem obscurecida para proteger sua aparência atual.
Seu sobrenome foi escolhido para batizar uma banda de rock inglesa.

## Morte
Linda faleceu no dia 21 de janeiro de 2023, em um hospital em Tacoma, Washington, aos 73 anos. A causa da morte não foi revelada e o corpo de Linda foi cremado..